# Hipokampus
Hipokampus (iz grčkog ἱππόκαμπος, "morski konj") važna je neuronska struktura u mozgovima ljudi i ostalih kralježnjaka. Sisavci, pa time i ljudi, imaju dva hipokampa – jedan na svakoj hemisferi mozga.
Dio je limbičkog sustava kralježnjaka.
Hipokampus služi za pohranjivanje dugoročne i kratkoročne memorije, ali i u pamćenju prostora.

## Anatomska struktura
Hipokampus ima oblik savijene cijevi, po nekima nalik morskom konju. Podijeljen je na četiri zone Cornu Ammonis (CA): počevši od CA4 (ispod dentalnih gyrusa), onda CA3, male regije CA2, pa na kraju CA1. Ove regije su gusto ispunjenje piramidskim neuronskim stanicama slične onima u neokorteksu, koje čine ključ funkcije ove strukture.
Ova formacija od četiri strukture naziva se osnovnim hipokampusom, dokle ista struktura s regijom dentalnih gyrusa (DG) poprima ime hipokampalne formacije.
CA regije, iz anteriorno-posteriornog gledišta, imaju jasno definirane strate, tj. slojeve:
- Stratum oriens (str. oriens) je sloj superficijalan alveusu. Ovdje se nalaze bazalni dendriti piramidskih neurona, te primaju informacije iz ostalih piramidskih stanica. Septalna i komisuralna vlakna čine kontralateralni hipokampus. U glodavcima su ova dva hipokampa vrlo povezana, dokle u primatima ove veze slabe.
- Stratum pyramidale (str. pyr.) sadrži tijela piramidskih neurona, koji su gradivna stanica hipokampusa. Ovaj stratum je najvidljiviji golom oku. U CA3 regiji, ovaj sloj sadrži sinapse lišajnih vlakana koje se protežu kroz stratum lucidum. Ovaj stratum također sadržava mnoga tijela interneurona.
- Stratum lucidum (str. luc.) je najtanji sloj hipokampusa, te se nalazi isključivo u CA3 regiji. Lišajna vlakna dentalnih gyrusa prolaze kroz ovaj stratum, iako sinapse pronalazimo u str. pyr.
- Stratum radiatum (str. rad.), kao i str. oriens, sadrži spetalna i komisuralna vlakna. Također sadrži Schafferova kolateralna vlakna, koja su projekcija od CA3 prema CA1. Neki interneuroni koji se inače nalaze u superficijalnim (površinskim) slojevima se nalaze i ovdje.
- Stratum lacunosum (str. lac.) je tanki stratum koji sadrži Schafferova kolateralna vlakna, ali i perforantna vodiljna vlakna iz superficijalnih slojeva entorhinalnog korteksa. Pošto je iznimno tanak, često se grupira sa str. mol. u jedan sloj zvan stratum lacunosum-moleculare (str. l-m.).
- Stratum moleculare (str. mol.) je najsuperficijalniji (površinski) stratum hipokampusa. Perforantna vodiljna vlakna čine sinapse distalnih apikalnih dendrita of piramidskih stanica.

## Funkcije
Niz istraživanja provedenih u sedamdesetim godinama prošlog stoljeća pokazala su neupitnu važnost hipokampusa u pamćenju. Naime, odstranjivanje hipokampalne formacije rezultira gubitkom sposobnosti stvaranja novih sjećanja, iako ne gubitak starih. Važno je napomenuti kako je stvaranje novih motornih sjećanja još uvijek funkcionalno nakon odstranjenja hipokampusa, što pridodaje hipotezi da motorna memorija ne počiva isključivo u hipokampalnoj strukturi mozga. U navigacijskim studijama na ljudima, uočena je i snažna povezanost između hipokampusa i prostorne navigacije.
Točan proces pohrane trajnih sjećanja nakon procesuiranja kratkoročnih informacija u hipokampusu je nepoznat, no činjenica da su već pridobivena iskustva očuvana pridodaje teoriji da se pohranjuju u drugim djelovima mozga.
Prednji dio hipokampusa povezan je s amigdalom, te se smatra uključenim u regulaciji nekih emocija i stresa.

## Proučavanje
Velika otkrića o funkcijama hipokampusa dobivena su na "slučaju HM" (Henry Molaison). Pacijent Henry Molaison, dugo vremena pod pseudoimenom HM u znanstvenoj zajednici, patio je od čestih napadaja epilepsije, te je 1953. godine podvrgnut kirurškom uklanjanju dijelova medijalnog dijela sljepoočnog režnja, uključujući uklanjanje hipokampusa i okolne regije, što je i bila standardna procedura za liječenje epilepsije u tom vremenu uz lobotomiju. Pacijent je postoperativno patio od potpune kronične anterogradne amnzeije, tj. trajno je izgubio sposobnost stvaranja novih sjećanja. Ovaj slučaj je bio rigorozno podložan znanstvenim eksperimentima, te je bio katalist niza znanstvenih radova i napretka u neurologiji. Važno je napomenuti otkriće da je pacijent u pitanju, bez obzira na gubitak sposobnosti stvaranja novih sjećanja, mogao i dalje napredovati u poboljšanju vještina vezanih uz motornu memoriju - pod koju spadaju radnje poput vožnje bicikla ili plivanja.